# Zjednoczenie (branżowe)

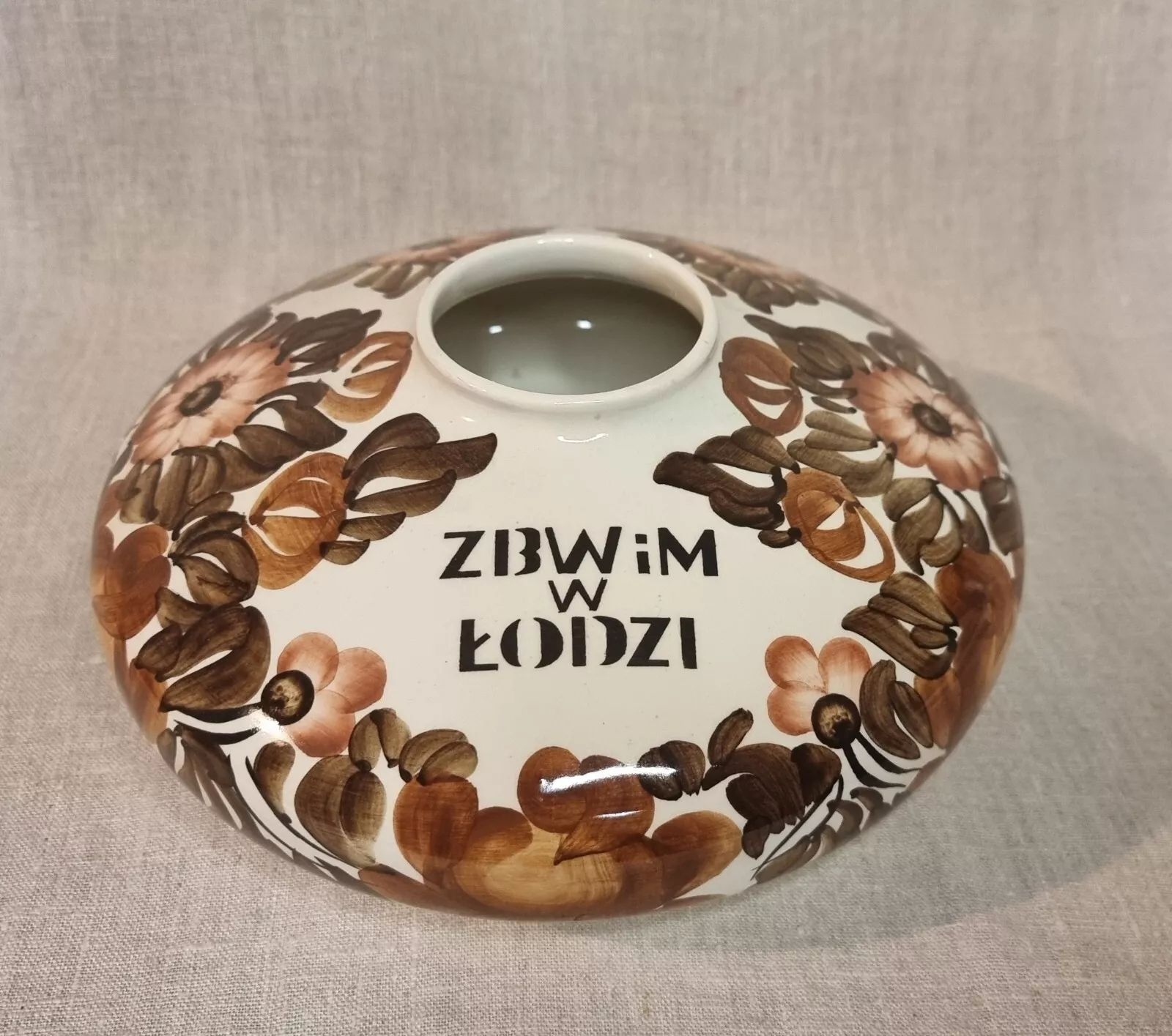
Wazon pamiatkowy ZBWiM w Łodzi. Zjednoczenie Budownictwa Wodnego i Melioracji w Łodzi.

Zjednoczenie – organ zarządzania daną branżą przemysłu lub usług w okresie PRL (1945–1981).
Pierwsze zjednoczenia funkcjonowały w Polsce w okresie międzywojennym, które zrzeszały firmy prywatne danej branży. Po II wojnie światowej, w okresie gospodarki centralnie sterowanej, ewoluowały formy i nazwy organów zarządzania poszczególnymi branżami.

## Chronologia
- 1945 – utworzenie zjednoczeń po II wojnie światowej, podporządkowanych centralnym zarządom ministerstw,
- 1947 – dekoncentracja funkcji zarządzania przez wyłączenie z ministerstwa przemysłu centralnych zarządów i przekształcenia ich w samodzielne przedsiębiorstwa[1],
- 1951 – włączenie centralnych zarządów do ministerstw[2], oraz likwidacja zjednoczeń, podporządkowanie przedsiębiorstw bezpośrednio centralnym zarządom.
- 1955 – funkcjonowanie 12 ministerstw przemysłowych i 160 centralnych zarządów[3],
- 1958 – przekształcenie centralnych zarządów w zjednoczenia[4], których liczba była mniejsza od dotychczasowych organów zarządzania o 42 jednostki organizacyjne[5],
- 1967 – próba reformy zjednoczeń przemysłowych[6],
- 1981 – likwidacja zjednoczeń, części z nich w pierwszej połowie 1982[7],
- 1981 – powołanie zrzeszeń[8],
- 1990 – początek procesu prywatyzacji zrzeszeń i podległych im przedsiębiorstw[9].

Funkcjonowały zjednoczenia ogólnokrajowe (np. branż przemysłowych, budownictwa specjalistycznego, biur projektów) oraz regionalne i wojewódzkie (np. budownictwa ogólnego, przemysłowego, komunalnego, rolniczego, wodnego i melioracji, państwowych gospodarstw rolnych, technicznej obsługi rolnictwa, przedsiębiorstw gospodarki komunalnej i mieszkaniowej, przemysłu terenowego, handlu, wełnianego, węglowego itd.). Większość zjednoczeń produkcyjnych dysponowało własnymi podmiotami krajowej dystrybucji produkowanych wyrobów, cały szereg z nich, również własnymi przedsiębiorstwami handlu zagranicznego.
Obecnie nie istnieje już żadne z dawnych zjednoczeń, funkcjonują jednak firmy które z powodów marketingowych zachowały logo lub nazwę danego zjednoczenia. Wyjątkiem jest zjednoczenie Bumar, które nie zostało zlikwidowane, lecz przekształcone w grupę kapitałową.
Zjednoczenia, pod nazwami których funkcjonują (lub funkcjonowały) firmy:
| - Agroma - Budopol - Budostal - Bumar - Cezal - Elektromontaż - Herbapol - Instal - Mera | - Mostostal - Orbis - Organika - Polam - Polifarb - Pollena - Polmo - Polmos - Polfa | - Polsport - Ponar - Predom - PZL - Stolbud - Stomil - Telkom - Unitra - Zakłady Naprawcze Taboru Kolejowego |

## Zjednoczenia

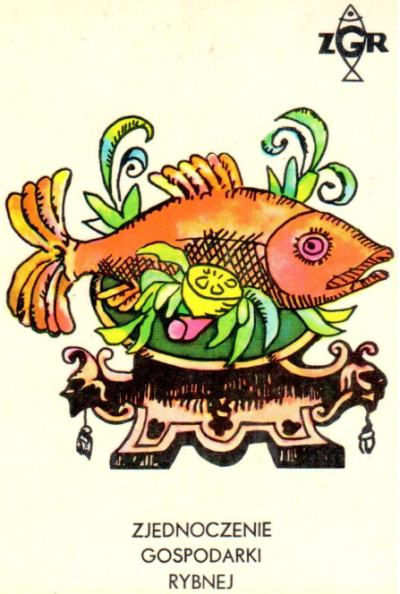
Logo Zjednoczenia Gospodarki Rybnej (1971 rok)

Funkcjonowało około 150 ogólnokrajowych organów zarządzania o tej nazwie:
- Zjednoczenie Biur Projektowych Budownictwa, Warszawa
- Zjednoczenie Budowlano-Montażowe Przemysłu Węglowego, Katowice
- Zjednoczenie Budownictwa Górniczego, Katowice
- Zjednoczenie Budownictwa Inżynierii Miejskiej „Inżynieria”, Warszawa
- Zjednoczenie Budownictwa Kopalń Rud, Warszawa
- Zjednoczenie Budownictwa Łączności, Warszawa
- Zjednoczenie Budownictwa Przemysłowego „Budostal”, Kraków
- Zjednoczenie Budownictwa Wodnego i Melioracji w Zielonej Górze (w Łodzi, w Koszalinie) -ZBWiM
- Zjednoczenie Budowy Aparatury Chemicznej „Metalchem”, Gliwice
- Zjednoczenie Budowy Obiektów Użyteczności Publicznej, Warszawa
- Zjednoczenie Budowy Pieców Przemysłowych, Gliwice
- Zjednoczenie Chłodni Składowych, Warszawa
- Zjednoczenie Elektryfikacji Rolnictwa, Warszawa
- Zjednoczenie Elektryfikacji i Zaopatrzenia Rolnictwa i Wsi w Wodę „Zelwod”, Warszawa
- Zjednoczenie Energetyki, Warszawa
- Zjednoczenie Gospodarki Rybnej, Szczecin
- Zjednoczenie Gospodarki Turystycznej „Orbis”, Warszawa
- Zjednoczenie Górnictwa Naftowego i Gazownictwa, Warszawa
- Zjednoczenie Górniczo-Hutnicze Metali Nieżelaznych „Metale”, Katowice
- Zjednoczenie Hodowli Roślin i Nasiennictwa, Warszawa
- Zjednoczenie Hodowli i Obrotu Zwierzętami, Warszawa
- Zjednoczenie Hutnictwa Żelaza i Stali, Katowice
- Zjednoczenie Informatyki, Warszawa
- Zjednoczenie Kamieniołomów Drogowych, Wrocław
- Zjednoczenie Konstrukcji Stalowych i Urządzeń Przemysłowych „Mostostal”, Warszawa
- Zjednoczenie Kopalnictwa Rud Żelaza, Częstochowa
- Zjednoczenie Kopalnictwa Surowców Chemicznych, Kraków
- Zjednoczenie Maszyn i Aparatów Elektrycznych „Ema”, Warszawa
- Zjednoczenie Maszyn Hutniczych „Hutmasz”, Katowice
- Zjednoczenie Maszyn Przemysłu Spożywczego „Spomasz”, Warszawa
- Zjednoczenie Mechanizacji Budownictwa „Zremb”, Warszawa
- Zjednoczenie Modernizacji Przemysłu Maszynowego „Techma”, Warszawa
- Zjednoczenie Montażu i Kompletowania Urządzeń Inwentarskich „Meprozet”, Warszawa
- Zjednoczenie Morskich Stoczni Remontowych, Gdańsk
- Zjednoczenie Nasiennictwa Ogrodniczego i Szkółkarstwa, Warszawa
- Zjednoczenie Obrotu Zwierzętami Hodowlanymi, Warszawa
- Zjednoczenie Państwowej Komunikacji Samochodowej, Warszawa
- Zjednoczenie Portów Morskich, Gdynia
- Zjednoczenie Producentów Wyposażenia Technicznego Handlu i Usług „Wuteh”, Wrocław
- Zjednoczenie Produkcji Drobiarskiej „Poldrób”, Warszawa
- Zjednoczenie Produkcji Elementów Wyposażenia Budownictwa „Metalplast”, Poznań
- Zjednoczenie Produkcji i Montażu Obiektów Inwentarskich „Fermbud”, Poznań
- Zjednoczenie Produkcji Leśnej „Las”, Warszawa
- Zjednoczenie Produkcji Sprzętu Gospodarstwa Domowego „Domgos”, Katowice[a]
- Zjednoczenie Przedsiębiorstw Budowlano-Montażowych Przemysłu Lekkiego, Łódź
- Zjednoczenie Przedsiębiorstw Budowy Pieców Przemysłowych, Gliwice
- Zjednoczenie Przedsiębiorstw Geodezyjno-Kartograficznych „Geokart”, Warszawa
- Zjednoczenie Przedsiębiorstw Geologicznych, Katowice
- Zjednoczenie Przedsiębiorstw Produkcji Maszyn i Urządzeń Handlowych „Promer”, Warszawa
- Zjednoczenie Przedsiębiorstw Robót Drogowych i Mostowych, Warszawa
- Zjednoczenie Przedsiębiorstw Hydrogeologicznych, Warszawa
- Zjednoczenie Przedsiębiorstw Instalacji Przemysłowych „Instal”, Warszawa
- Zjednoczenie Przedsiębiorstw Remontowo-Budowlanych Przemysłu Maszynowego „Budomasz”, Warszawa
- Zjednoczenie Przedsiębiorstw Robót Elektrycznych „Elektromontaż”, Warszawa
- Zjednoczenie Przedsiębiorstw Robót Kolejowych PRK, Warszawa
- Zjednoczenie Przedsiębiorstw Transportowo-Sprzętowych Budownictwa „Transbud”, Warszawa
- Zjednoczenie Przedsiębiorstw Wełniarskich „Północ”, Łódź
- Zjednoczenie Przedsiębiorstw Wydawniczych „Naczelny Zarząd Wydawnictw”, Warszawa
- Zjednoczenie Przedsiębiorstw Zaopatrzenia Lecznictwa „Cezal”, Warszawa
- Zjednoczenie Przedsiębiorstw Zaopatrzenia Rolnictwa w Wodę, Warszawa
- Zjednoczenie Przemysłu Artykułów Technicznych i Galanteryjnych „Metex”, Łódź
- Zjednoczenie Przemysłu Automatyki i Aparatury Pomiarowej „Mera”, Warszawa
- Zjednoczenie Przemysłu Azotowego, Kraków
- Zjednoczenie Przemysłu Bawełnianego „Polbaw”, Łódź
- Zjednoczenie Przemysłu Betonów, Warszawa
- Zjednoczenie Przemysłu Budowy Maszyn Ciężkich „Zemak”, Warszawa
- Zjednoczenie Przemysłu Budowy Urządzeń Chemicznych „Chemak”, Warszawa
- Zjednoczenie Przemysłu Celulozowo-Papierniczego, Łódź
- Zjednoczenie Przemysłu Cementowego, Wapienniczego i Gipsowego, Sosnowiec
- Zjednoczenie Przemysłu Ceramicznego, Kielce
- Zjednoczenie Przemysłu Ceramiki Budowlanej, Warszawa
- Zjednoczenie Przemysłu Chemii Gospodarczej „Pollena”, Warszawa
- Zjednoczenie Przemysłu Chłodniczego, Warszawa
- Zjednoczenie Przemysłu Cukierniczego, Warszawa
- Zjednoczenie Przemysłu Cukrowniczego, Warszawa
- Zjednoczenie Przemysłu Dziewiarskiego i Pończoszniczego „Tricot”, Łódź
- Zjednoczenie Przemysłu Elektronicznego, Warszawa
- Zjednoczenie Przemysłu Elektronicznego i Teletechnicznego „Unitra”, Warszawa
- Zjednoczenie Przemysłu Elektronicznego „Unitra-Dom”, Warszawa
- Zjednoczenie Przemysłu Farb i Lakierów „Polifarb”, Gliwice
- Zjednoczenie Przemysłu Farmaceutycznego „Polfa”, Warszawa
- Zjednoczenie Przemysłu Gumowego „Stomil”, Łódź
- Zjednoczenie Przemysłu Izolacji Budowlanej, Katowice
- Zjednoczenie Przemysłu Kablowego, Warszawa
- Zjednoczenie Przemysłu Koncentratów Spożywczych, Poznań
- Zjednoczenie Przemysłu Kopalnictwa Surowców Chemicznych, Kraków
- Zjednoczenie Przemysłu Kruszyw, Kamienia Budowlanego i Surowców Mineralnych, Warszawa
- Zjednoczenie Przemysłu Lniarskiego, Łódź
- Zjednoczenie Przemysłu Lotniczego i Silnikowego „PZL”, Warszawa
- Zjednoczenie Przemysłu Maszyn Budowlanych „Bumar”, Warszawa
- Zjednoczenie Przemysłu Maszyn Górniczych „Polmag”, Katowice
- Zjednoczenie Przemysłu Maszyn Rolniczych „Agromet”, Warszawa
- Zjednoczenie Przemysłu Maszyn Włókienniczych „Polmatex”, Łódź
- Zjednoczenie Przemysłu Maszynowego Leśnictwa, Warszawa
- Zjednoczenie Przemysłu Materiałów Ogniotrwałych, Gliwice
- Zjednoczenie Przemysłu Meblarskiego, Poznań
- Zjednoczenie Przemysłu Mięsnego, Warszawa
- Zjednoczenie Przemysłu Motoryzacyjnego „Polmo”, Warszawa
- Zjednoczenie Przemysłu Muzycznego, Warszawa
- Zjednoczenie Przemysłu Narzędziowego „Vis”, Warszawa
- Zjednoczenie Przemysłu Nieorganicznego „Nieorganika”, Warszawa
- Zjednoczenie Przemysłu Obrabiarkowego „Ponar”, Warszawa
- Zjednoczenie Przemysłu Odzieżowego, Łódź
- Zjednoczenie Przemysłu Okrętowego, Gdańsk
- Zjednoczenie Przemysłu Olejarskiego, Warszawa
- Zjednoczenie Przemysłu Organicznego „Organika”, Warszawa
- Zjednoczenie Przemysłu Organicznego i Tworzyw Sztucznych „Erg”, Warszawa
- Zjednoczenie Przemysłu Ortopedycznego „Ortmed”, Warszawa
- Zjednoczenie Przemysłu Owocowo-Warzywnego, Warszawa
- Zjednoczenie Przemysłu Papierniczego, Łódź
- Zjednoczenie Przemysłu Paszowego „Bacutil”, Warszawa
- Zjednoczenie Przemysłu Piwowarskiego, Warszawa
- Zjednoczenie Przemysłu Płyt, Sklejek i Zapałek, Warszawa
- Zjednoczenie Przemysłu Podzespołów i Materiałów Elektronicznych „Unitra-Elektron”, Warszawa
- Zjednoczenie Przemysłu Poligraficznego, Warszawa
- Zjednoczenie Przemysłu Pomocy Naukowych i Zaopatrzenia Szkół „Biofiz”, Warszawa
- Zjednoczenie Przemysłu Precyzyjnego „Prema”, Warszawa
- Zjednoczenie Przemysłu Przetworów Papierowych i Materiałów Biurowych, Łódź
- Zjednoczenie Przemysłu Przędzalń Czesankowych, Łódź
- Zjednoczenie Przemysłu Rafineryjnego i Petrochemicznego „Petrochemia”, Kraków
- Zjednoczenie Przemysłu Silikatowego, Warszawa
- Zjednoczenie Przemysłu Skórzanego, Łódź
- Zjednoczenie Przemysłu Spirytusowego „Polmos”, Warszawa
- Zjednoczenie Przemysłu Sprzętu Sportowego „Polsport”, Warszawa
- Zjednoczenie Przemysłu Stolarki Budowlanej „Stolbud”, Warszawa
- Zjednoczenie Przemysłu Syntezy Chemicznej, Gliwice
- Zjednoczenie Przemysłu Szklarskiego i Ceramicznego „Vitrocer”, Warszawa
- Zjednoczenie Przemysłu Taboru Kolejowego „Tasko”, Poznań
- Zjednoczenie Przemysłu Tartacznego i Wyrobów Drzewnych, Warszawa
- Zjednoczenie Przemysłu Teletechnicznego, Warszawa
- Zjednoczenie Przemysłu Teleelektronicznego „Telkom”, Warszawa
- Zjednoczenie Przemysłu Tkanin Jedwabnych i Dekoracyjnych, Warszawa
- Zjednoczenie Przemysłu Tytoniowego, Warszawa
- Zjednoczenie Przemysłu Tworzyw i Farb „Plastofarb”, Mikołów
- Zjednoczenie Przemysłu Urządzeń Wentylacyjno-Klimatyzacyjnych „Klima-Went”, Katowice
- Zjednoczenie Przemysłu Węgla Brunatnego, Wrocław
- Zjednoczenie Przemysłu Włókien Sztucznych „Chemitex”, Łódź
- Zjednoczenie Przemysłu Wyrobów Metalowych „Polmetal”, Kraków
- Zjednoczenie Przemysłu Wyrobów Odlewniczych, Radom
- Zjednoczenie Przemysłu Zielarskiego „Herbapol”, Warszawa
- Zjednoczenie Przemysłu Ziemniaczanego, Poznań
- Zjednoczenie Przemysłu Zmechanizowanego Sprzętu Domowego „Predom”, Warszawa
- Zjednoczenie Sprzętu Oświetleniowego i Elektroinstalacyjnego „Polam”, Warszawa
- Zjednoczenie Transportu Samochodowego Łączności, Warszawa
- Zjednoczenie Upowszechniania Prasy i Książki „Ruch”, Warszawa
- Zjednoczenie „Uzdrowiska Polskie”, Warszawa
- Zjednoczenie Wytwórni Surowic i Szczepionek „Biomed”, Warszawa
- Zjednoczenie Zakładów Naprawczych Taboru Kolejowego ZNTK, Warszawa
- Zjednoczenie Zaplecza Technicznego Motoryzacji, Warszawa
- Zjednoczenie Żeglugi Śródlądowej, Wrocław

Uprawnienia zjednoczeń miało też kilkadziesiąt innych wydzielonych, podległych bezpośrednio ministerstwom organów zarządzania, np.:
- Polskie Koleje Państwowe[b], Warszawa
- Poczta Polska, Warszawa
- Polskie Linie Oceaniczne, Gdynia
- Polska Żegluga Morska, Szczecin
- Polskie Linie Lotnicze „Lot”, Warszawa
- Centrala Produktów Naftowych, Warszawa
- Generalna Dyrekcja Budownictwa Hydrotechnicznego i Rurociągów Energetycznych „Energopol”, Warszawa

oraz krajowe związki spółdzielczości pracy.

## Lista zjednoczeń według używanych nazw
- „Agromet” Zjednoczenie Przemysłu Maszyn Rolniczych, Warszawa
- „Bacutil” Zjednoczenie Przemysłu Paszowego, Warszawa
- „Biofiz” Zjednoczenie Przemysłu Pomocy Naukowych i Zaopatrzenia Szkół, Warszawa
- „Biomed” Zjednoczenie Wytwórni Surowic i Szczepionek, Warszawa
- „Budostal” Zjednoczenie Budownictwa Przemysłowego, Kraków
- „Budomasz” Zjednoczenie Przedsiębiorstw Remontowo-Budowlanych Przemysłu Maszynowego, Warszawa
- „Bumar” Zjednoczenie Przemysłu Maszyn Budowlanych, Warszawa
- „Cezal” Zjednoczenie Przedsiębiorstw Zaopatrzenia Lecznictwa, Warszawa
- „Chemak” Zjednoczenie Przemysłu Budowy Urządzeń Chemicznych, Warszawa
- „Chemitex” Zjednoczenie Przemysłu Włókien Sztucznych, Łódź
- „Domgos” Zjednoczenie Produkcji Sprzętu Gospodarstwa Domowego, Katowice
- „Elektromontaż” Zjednoczenie Przedsiębiorstw Robót Elektrycznych, Warszawa
- „Ema” Zjednoczenie Maszyn i Aparatów Elektrycznych, Warszawa
- „Erg” Zjednoczenie Przemysłu Organicznego i Tworzyw Sztucznych, Warszawa
- „Fermbud” Zjednoczenie Produkcji i Montażu Obiektów Inwentarskich, Poznań
- „Geokart” Zjednoczenie Przedsiębiorstw Geodezyjno-Kartograficznych, Warszawa
- „Herbapol” Zjednoczenie Przemysłu Zielarskiego, Warszawa
- „Hutmasz” Zjednoczenie Maszyn Hutniczych, Katowice
- „Instal” Zjednoczenie Przedsiębiorstw Instalacji Przemysłowych, Warszawa
- „Inżynieria” Zjednoczenie Budownictwa Inżynierii Miejskiej, Warszawa
- „Klima – Went” Zjednoczenie Przemysłu Urządzeń Wentylacyjno – Klimatyzacyjnych, Katowice
- „Las” Zjednoczenie Produkcji Leśnej, Warszawa
- „Meprozet” Zjednoczenie Montażu i Kompletowania Urządzeń Inwentarskich, Warszawa
- „Mera” Zjednoczenie Przemysłu Automatyki i Aparatury Pomiarowej, Warszawa
- „Metalchem” Zjednoczenie Budowy Aparatury Chemicznej, Gliwice
- „Metale” Zjednoczenie Górniczo – Hutnicze Metali Nieżelaznych, Katowice
- „Metalplast” Zjednoczenie Produkcji Elementów Wyposażenia Budownictwa, Poznań
- „Metex” Zjednoczenie Przemysłu Artykułów Technicznych i Galanteryjnych, Łódź
- „Mostostal” Zjednoczenie Konstrukcji Stalowych i Urządzeń Przemysłowych, Warszawa
- „Naczelny Zarząd Wydawnictw” Zjednoczenie Przedsiębiorstw Wydawniczych, Warszawa
- „Nieorganika” Zjednoczenie Przemysłu Nieorganicznego, Warszawa
- „Omel” Zjednoczenie Przemysłu Sprzętu Optycznego i Medycznego, Warszawa
- „Orbis” Zjednoczenie Gospodarki Turystycznej, Warszawa
- „Organika” Zjednoczenie Przemysłu Organicznego, Warszawa
- „Ortmed” Zjednoczenie Przemysłu Ortopedycznego, Warszawa
- „Petrochemia” Zjednoczenie Przemysłu Rafineryjnego i Petrochemicznego, Kraków
- PKS Zjednoczenie Państwowej Komunikacji Samochodowej, Warszawa
- „Plastofarb” Zjednoczenie Przemysłu Tworzyw i Farb, Mikołów
- „Polam” Zjednoczenie Sprzętu Oświetleniowego i Elektroinstalacyjnego, Warszawa
- „Polbaw” Zjednoczenie Przemysłu Bawełnianego, Łódź
- „Poldrób” Zjednoczenie Produkcji Drobiarskiej, Warszawa
- „Polifarb” Zjednoczenie Przemysłu Farb i Lakierów, Gliwice
- „Polmetal” Zjednoczenie Przemysłu Wyrobów Metalowych, Kraków
- „Polfa” Zjednoczenie Przemysłu Farmaceutycznego, Warszawa
- „Pollena” Zjednoczenie Przemysłu Chemii Gospodarczej, Warszawa
- „Polmag” Zjednoczenie Przemysłu Maszyn Górniczych, Katowice
- „Polmatex” Zjednoczenie Przemysłu Maszyn Włókienniczych, Łódź
- „Polmo” Zjednoczenie Przemysłu Motoryzacyjnego, Warszawa
- „Polmos” Zjednoczenie Przemysłu Spirytusowego, Warszawa
- „Polski Len” Zjednoczenie Przemysłu Lniarskiego, Łódź
- „Polsport” Zjednoczenie Przemysłu Sprzętu Sportowego, Warszawa
- „Ponar” Zjednoczenie Przemysłu Obrabiarkowego, Warszawa
- „Predom” Zjednoczenie Przemysłu Zmechanizowanego Sprzętu Domowego, Warszawa
- „Prema” Zjednoczenie Przemysłu Precyzyjnego, Warszawa
- PRK Zjednoczenie Przedsiębiorstw Robót Kolejowych, Warszawa
- „Promer” Zjednoczenie Przedsiębiorstw Produkcji Maszyn i Urządzeń Handlowych, Warszawa
- „PZL” Zjednoczenie Przemysłu Lotniczego i Silnikowego, Warszawa
- „Ruch” Zjednoczenie Upowszechniania Prasy i Książki, Warszawa
- „Spomasz” Zjednoczenie Maszyn Przemysłu Spożywczego, Warszawa
- „Stolbud” Zjednoczenie Przemysłu Stolarki Budowlanej, Warszawa
- „Stomil” Zjednoczenie Przemysłu Gumowego, Łódź
- „Tasko” Zjednoczenie Przemysłu Taboru Kolejowego, Poznań
- „Techma” Zjednoczenie Modernizacji Przemysłu Maszynowego, Warszawa
- „Telkom” Zjednoczenie Przemysłu Teleelektronicznego, Warszawa
- „Transbud” Zjednoczenie Przedsiębiorstw Transportowo-Sprzętowych Budownictwa, Warszawa
- „Tricot” Zjednoczenie Przemysłu Dziewiarskiego i Pończoszniczego, Łódź
- „Unitra” Zjednoczenie Przemysłu Elektronicznego i Teletechnicznego, Warszawa
- „Unitra-Dom” Zjednoczenie Przemysłu Elektronicznego, Warszawa
- „Unitra-Elektron” Zjednoczenie Przemysłu Podzespołów i Materiałów Elektronicznych, Warszawa
- „Uzdrowiska Polskie” Zjednoczenie, Warszawa
- „Vis” Zjednoczenie Przemysłu Narzędziowego, Warszawa
- „Vitrocer” Zjednoczenie Przemysłu Szklarskiego i Ceramicznego, Warszawa
- „Wuteh” Zjednoczenie Producentów Wyposażenia Technicznego Handlu i Usług, Wrocław
- „Zelwod” Zjednoczenie Elektryfikacji i Zaopatrzenia Rolnictwa i Wsi w Wodę, Warszawa
- „Zemak” Zjednoczenie Przemysłu Budowy Maszyn Ciężkich, Warszawa
- ZNTK Zjednoczenie Zakładów Naprawczych Taboru Kolejowego, Warszawa
- „Zremb” Zjednoczenie Mechanizacji Budownictwa, Warszawa

## Organizacja zarządzania w innych krajach socjalistycznych
Forma zarządzania w krajach ościennych była zróżnicowana i ulegała ewaluacji.

### Niemiecka Republika Demokratyczna
Powołane w 1948 na terenach późniejszej NRD branżowe zrzeszenia, np. przemysłu stoczniowego (Vereinigung Volkseigener Werften – VVW), w 1959 przekształcono w zjednoczenia (np. Vereinigung Volkseigener Betriebe Schiffbau – VVB), w 1979 w kombinaty (np. Kombinat Schiffbau Rostock). Jednym z bardziej znanych było zjednoczenie przemysłu motoryzacyjnego Industrieverband Fahrzeugbau (IFA).

### Związek Socjalistycznych Republik Radzieckich
Od początku lat 60. w gospodarce ZSRR zaczęły funkcjonować zjednoczenia przedsiębiorstw (oбъединение предприятий), zjednoczenia naukowo-produkcyjne (научно-производственное объединение) i zjednoczenia produkcyjne (производственное объединение). Te ostatnie były odpowiednikami polskich kombinatów. Zjednoczenia były wszechzwiązkowe lub podległe władzom poszczególnych republik.
Zjednoczenia naukowo-produkcyjne to samodzielne i samofinansujące się organizacje naukowo-produkcyjne, w skład których wchodzą m.in. placówki naukowo-badawcze, biura projektów, zakłady produkcyjne i zaplecza.
Podobnie zarządzano np. w Bułgarii, Chińskiej Republice Ludowej, na Kubie i w Rumunii.